# Первитино (Лихославльский район)
Первитино (карел. Pervitina) — деревня в Лихославльском районе Тверской области России. Административно входит в состав Кавского сельского поселения, образованного в 2017 году в результате слияния Кавского и Первитинского сельских поселений.
Расположена в 15 км к северо-востоку от районного центра — города Лихославля, стоит на реке Каве, левом притоке реки Тверцы. Население — 261 чел. (2010).

## История
История села Первитино восходит к XVI веку и прослеживается по архивным документам с первой половины XVIII века. Среди его владельцев были представители дворянских родов Шишковых, Хвостовых, Храповицких, Римских-Корсаковых. Издавна Первитино было не только родовым поместьем дворянских семей, но и религиозным центром округи, значимость которого возрастала со временем. Если в середине XVIII века к приходу относились 3 помещичьи усадьбы и 53 крестьянских хозяйства, общим счетом более пятисот жителей, то по данным 1903 г. в приходе было 319 дворов (1058 мужчин, 1106 женщин). С именем владельца усадьбы секунд-майора Фёдора Александровича Шишкова связано возведение в 1785—1794 годах в Первитино величественной каменной церкви Троицы Живоначальной, сохранившейся до наших дней.
В начале XIX века усадьба Первитино перешла к Хвостовым, состоявшим в близком родстве с родом Шишковых. Её первым владельцем был капитан артиллерии Николай Петрович Хвостов. (1748—1829). Приняв на себя обязанности церковного старосты, Н. П. Хвостов организовал при участии соседних помещиков покупку новых колоколов и строительство каменной ограды Троицкой церкви.
После смерти Н. П. Хвостова в 1829 г. по завещанию Первитино вместе со всем остальным «движимым и недвижимым имением», оценённым в 100 000 рублей, унаследовал один из его сыновей, Арсений Николаевич Хвостов, герой Отечественной войны 1812 года, кавалер орденов св. Анны 2-й степени, св. Владимира 4-й степени, адъютант по ополчению генерал-фельдмаршала М. И. Кутузова, генерал-адъютанта П. М. Волконского и генерал-лейтенанта И. В. Сабанеева. Арсений Хвостов являлся владельцем усадьбы всего полтора года и умер в 1830 году. В архивных документах его имя упоминается в связи с ремонтом Троицкой церкви.
В 1837 г. наследство А. Н. Хвостова было поделено между его детьми. Усадьба Первитино отошла 19-летнему Николаю Арсеньевичу, единственному сыну А. Н. Хвостова, юнкеру Киевского гусарского полка. Именно Николай Арсеньевич занялся строительством главного усадебного двухэтажного каменного дома в стиле классицизм, соединив его с двумя деревянными флигелями крытыми стеклянными галереями. При нём же в 1863 г. в Троицкой церкви был поставлен резной позолоченный трехъярусный иконостас.
После смерти Николая Арсеньевича Хвостова усадьбой на протяжении 32 лет владела его вдова Зинаида Романовна, урождённая Римская-Корсакова (1834—1910). Она родилась в семье смоленского дворянина, участника Отечественной войны 1812 года, отставного корнета Романа Александровича Римского-Корсакова, приходящегося кузеном фавориту императрицы Екатерины II Ивана Николаевичу Римскому-Корсакову и предку Феликса Юсупова.
После её смерти в 1910 г. всё имение по духовному завещанию перешло к её дочери Наталье Николаевне Хвостовой.
В 1904 г. в Первитине был создан социал-демократический кружок, в нём активно участвовали крестьяне села и окрестных деревень (Н. С. Савельев, П. И. Коновалов, С. И. Куныгин, М. И. Князев, Г. Н. Никитин, Богачевы и др.). В ноябре 1917 г. Первитинский социал-демократический кружок был преобразован в большевистскую партийную ячейку. Сразу же после Октябрьской революции собрание крестьян волости вынесло постановление о конфискации хозяйства Хвостовых, передаче его в руки революционных крестьян и выселении помещиков. Решая судьбу последнего первитинского помещика Д. Н. Хвостова на апрельском собрании 1917 г. более половины революционно-настроенных крестьян высказалась за выселение семьи помещика с тремя малолетними детьми за пределы волости, хотя на голосование выносилось также предложение о расстреле. Первым председателем комитета бедноты в Первитине был Матвей Андрианович Плошкин. В январе 1918 г. в имении Хвостовых была создана коммуна, а в помещичьем особняке — Народный дом с клубом. Для крестьян читались лекции, организовывались беседы, учительница Д. С. Константинова вела драматический и хоровой кружки. В 1924 г. в селе была создана ячейка РКСМ. В 1919 г. коммуна была преобразована в совхоз, а в 1930 г. — в колхоз «Ударник». В 1948 г. сельхозартели деревень Первитино и Холм построили на реке Каве небольшую ГЭС, в день празднования 31-й годовщины Октября в домах колхозников вспыхнули «лампочки Ильича». В 1950-х гг. мелкие хозяйства в окрестностях Первитина объединились в колхоз им. Дзержинского.
В 1931 г. в главном усадебном доме размещалась школа крестьянской молодежи, а затем до 2015 г. первитинская восьмилетняя школа. Флигеля использовались под хозяйственные нужды школы, под почту и правление колхоза имени Ф. Э. Дзержинского. В советское время Троицкая церковь была закрыта, кресты сброшены, а купольные завершения храма и колокольни сильно разрушены. Церковь использовалась под склад удобрений колхоза. В башнях церковной ограды была устроена керосиновая лавка и склады хозяйственного магазина.
В 1980-е гг. был начат эксперимент по концентрации нового жилья. Были выстроены 4 улицы новых двухквартирных домов (при участии студентов Тверского (Калининского) государственного университета). Новоселы приехали из различных районов СССР.

## Население
| 1859 | 1886 | 1989 | 2002 | 2010 |
| ---- | ---- | ---- | ---- | ---- |
| 335  | ↘158 | ↘130 | ↗259 | ↗261 |

## Достопримечательности
- Усадьба Первитино XVIII—XIX веков. Состоит из главного дома, 1-я пол. XIX века (№ 691610600190016 в государственном реестре памятников)[14], Троицкой церкви, 1794 г. (№ 691610586700006 в государственном реестре памятников)[15], четырёх башен церковной ограды, 1-я пол. XIX века (№ 691610600190036 в государственном реестре памятников)[16], и остатков парка XIX века (№ 691620600190026 в государственном реестре памятников)[17]. Памятник историко-культурного наследия федерального значения (№ 691620600190006 в государственном реестре памятников).[18]
- Первитинский краеведческий музей имени И. В. Зорина (основан в 1981 году И. В. Зориным).[19]
- Памятник Герою Советского Союза лётчику А. Т. Севастьянову

## Известные люди
- Арсений Николаевич Хвостов, герой Отечественной войны 1812 года, кавалер орденов св. Анны 2-й степени, св. Владимира 4-й степени, адъютант по ополчению генерал-фельдмаршала М. И. Кутузова, генерал-адъютанта П. М. Волконского и генерал-лейтенанта И. В. Сабанеева[20]
- Герой Советского Союза А. Т. Севастьянов (1917—1942) (родился в дер. Холм).
- В Первитине родился Николай Михайлович Константинов (1894—1956), общественный и государственный деятель, организатор рабфака при Тверском пединституте, его первый заведующий. В 1918 г. сформировал в Твери батальон особого назначения, который действовал на Украине[21].
- В Первитине родился и жил Федор Иванович Иванов, один из связных между Тверским комитетом РСДРП(б) и крестьянами волости, организатор выступлений крестьян против помещиков. В 1937 г. был репрессирован[21].

## Галерея

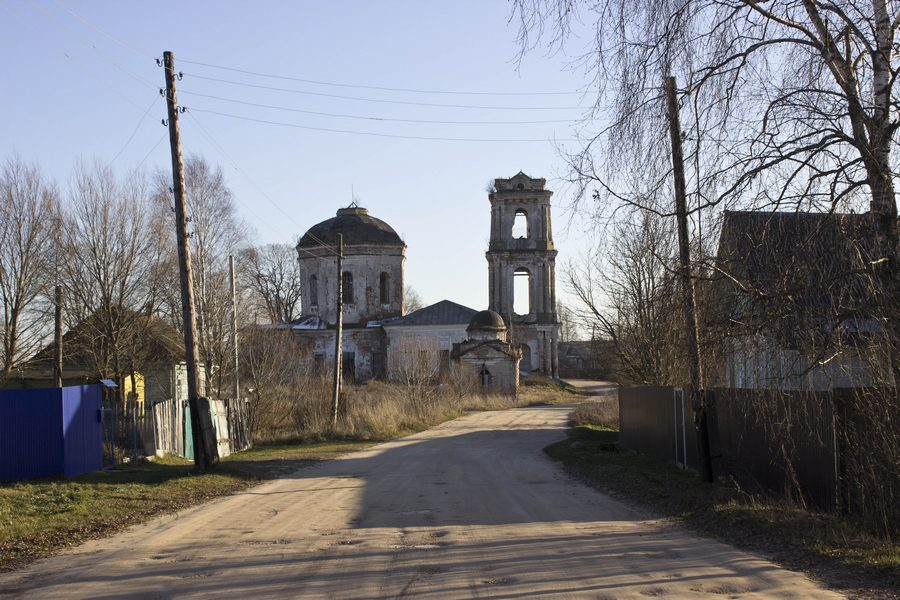
Село Первитино.
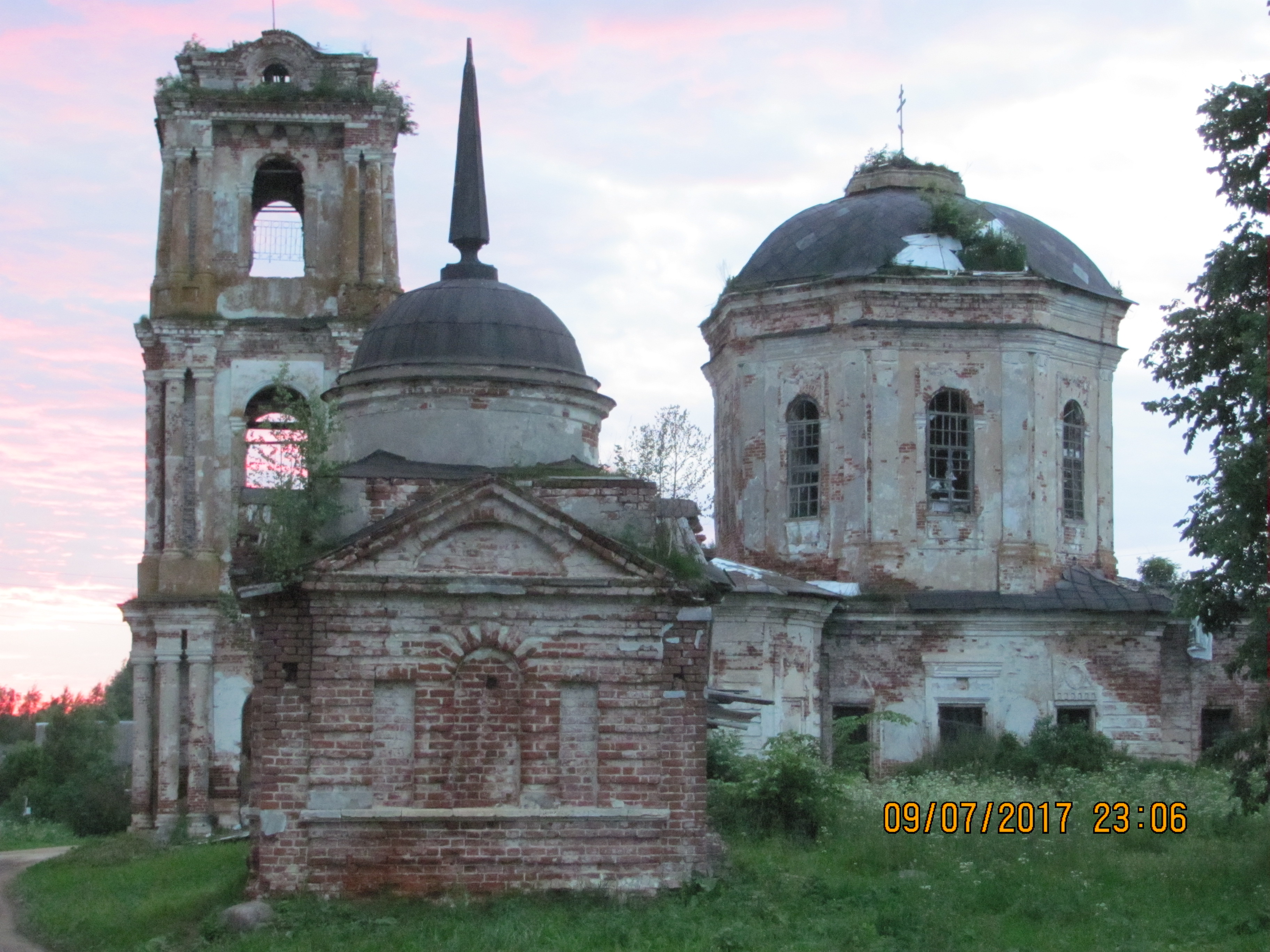
Троицкая церковь с колокольней и башней церковной ограды в Первитине.
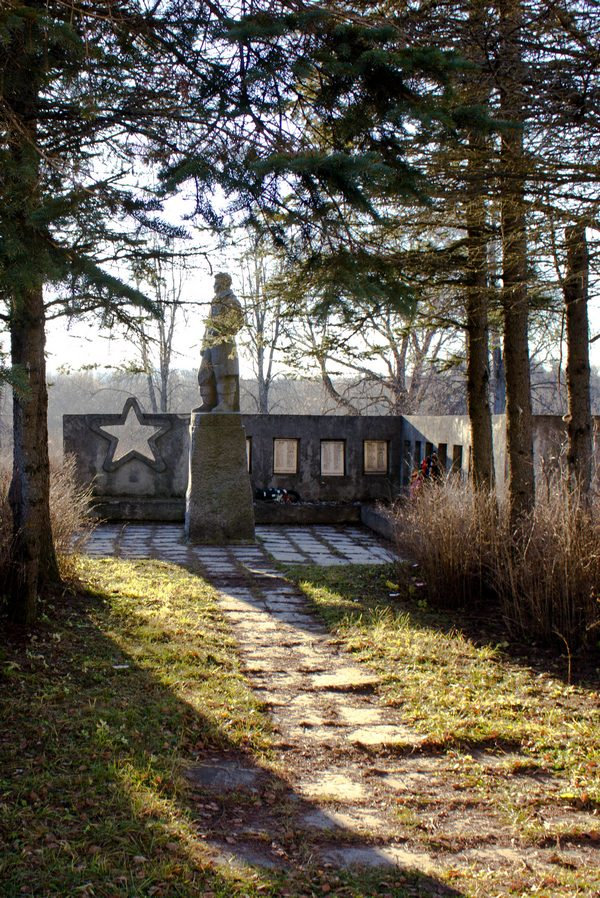
Военный мемориал и памятник Герою Советского Союза А. Т. Севастьянову в Первитине.
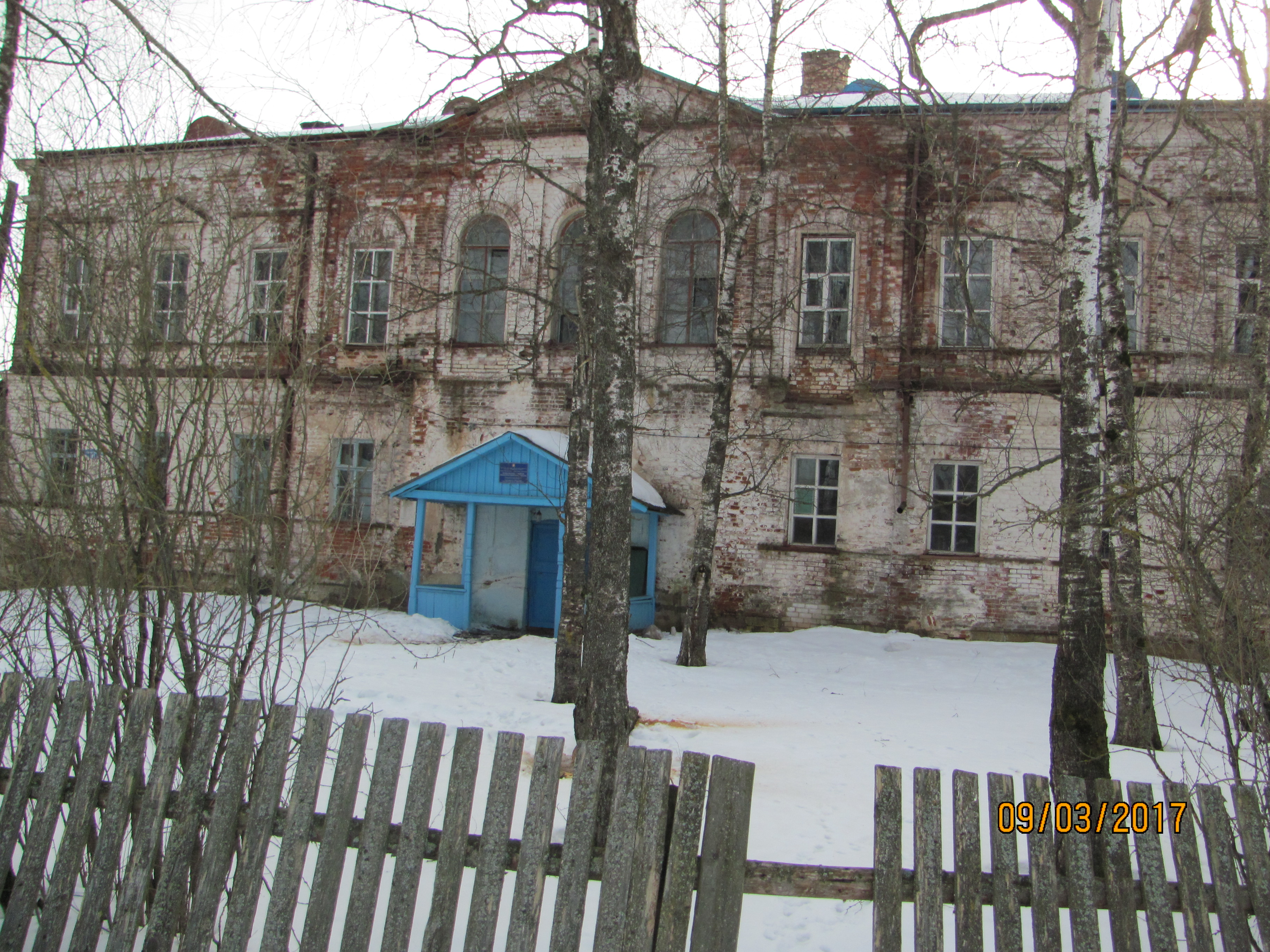
Главный дом усадьбы Первитино.
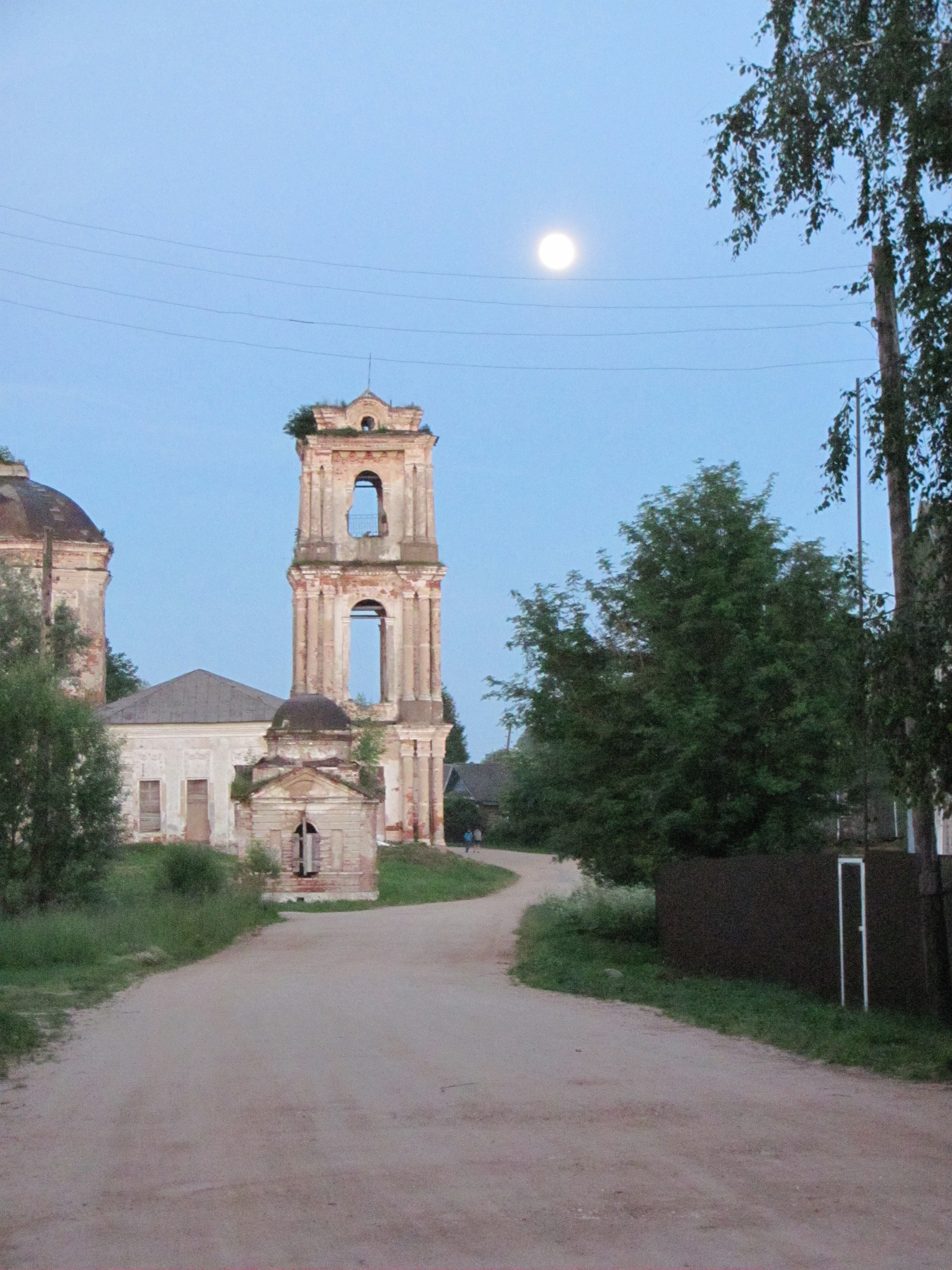
Церковь Пресвятой Троицы в Первитине.
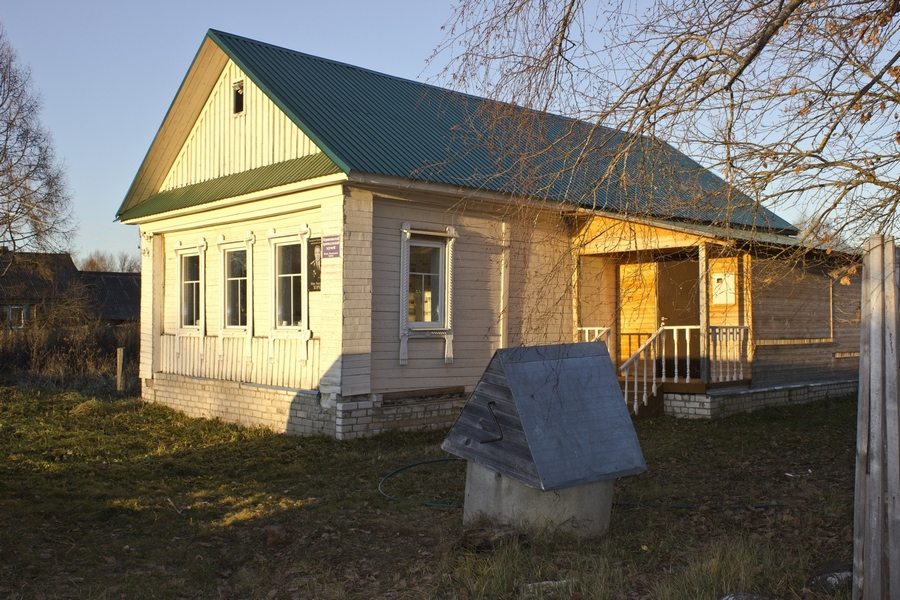
Здание краеведческого музея в Первитине.
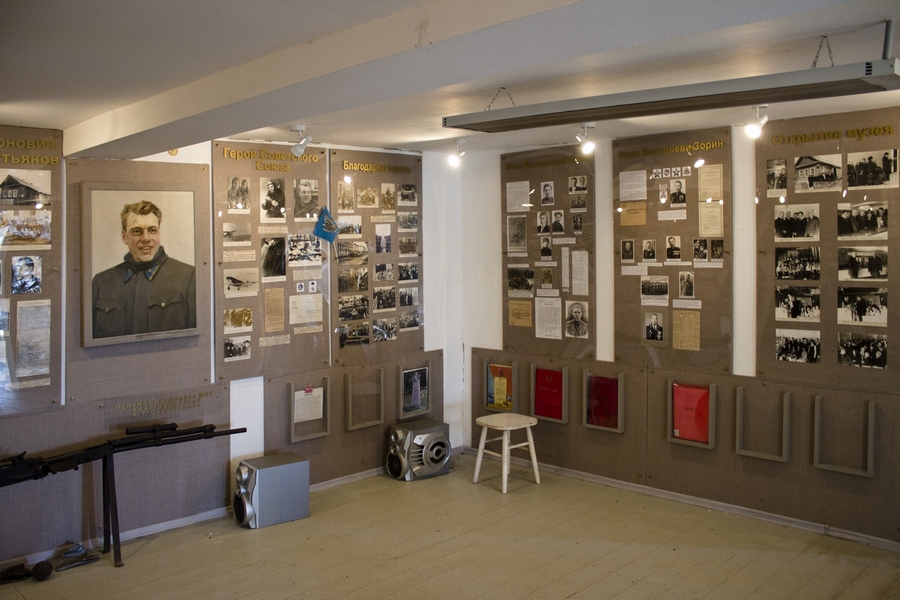
Фрагмент экспозиции первитинского краеведческого музея